# 羅汝元
羅汝元（？—1645年），字茂先，號貞復，江西南昌府南昌縣人，明朝、南明政治人物。

## 生平
萬曆四十一年（1613年）進士，授行人司行人，遷貴州道監察御史，巡按雲南。安邦彥、奢崇明造反，他和巡撫閔洪學合作平定；沐昌祚恃寵而驕，侵犯富貴人家，收納莊田卻不賦稅，取來黃白物裝作白米四十石、黃米二十石饋贈羅汝元；他嚴厲拒絕，上疏讓莊田歸黔國公，徵收就歸相關部門，又偵查迫害居民的八人受審，人民都額手歡呼稱他為「羅鐵面」，為他建立「卻金救民亭」。雲南士人應試需費用，羅汝元拿出自己積俸給與，於是三十七人踴躍上路；自這年開始雲南士人可以本年赴京會試。之後他升任太僕少卿，魏忠賢專政後他被迫削籍。
崇禎初年，羅汝元得起用為通政使，以僉都御史巡撫浙江，因為處理劉香貽誤軍機而回歸，官居九列，侍奉雙親愉快健康，家鄉親友都視為盛事。
弘光帝繼位，羅汝元升任刑部右侍郎，南京失守後去世。